# Ludwig Zausinger
Ludwig Wiggerl Zausinger (24 de febrero de 1929 - 1 de marzo de 2013) fue un futbolista de fútbol profesional alemán que jugó en la demarcación de extremo derecho. 

## Biografía
Ludwig Zausinger debutó como futbolista a la edad de 17 años en el equipo reserva del TSV 1860 Múnich, el TSV 1860 Múnich II. Tras dos años fue ascendido al primer equipo, equipo en el que permaneció durante once temporadas hasta 1961. En el mismo año Ludwig se mudó a Austria, y por lo tanto traspasado al SV Austria Salzburg durante una temporada. Tras esa temporada fue fichado por el FC Kufstein, equipo en el que se retiró profesionalmente del fútbol.

## Muerte
Ludwig Zausinger falleció el 1 de marzo de 2013 a la edad de 84 años.

## Clubes
| Club                | País              | Año         |
| ------------------- | ----------------- | ----------- |
| TSV 1860 Múnich II  | Alemania          | 1948 - 1950 |
| TSV 1860 Múnich     | Alemania Oriental | 1950 - 1961 |
| SV Austria Salzburg | Austria           | 1961 - 1962 |
| FC Kufstein         | Austria           | 1962 - 1963 |